# オウム真理教の衣服
オウム真理教の衣服（オウムしんりきょうのいふく）では、オウム真理教信者の衣服について解説する。

## 概要
オウム真理教の出家信者は、原則として教団から支給される独特の衣服の着用が義務付けられた。
一般的には「オウム服」の名称で知られているが、師以上の幹部の衣服は「クルタ」、一般出家信者の衣服は「サマナ服」というふうに、階級によって名称が区別されていた。
材質は綿100%で、上九一色村のサティアンで製造された。「M」「ML」「L」のサイズがあったという。通常は2着ずつ支給された。
在家信者には原則として支給されない。

## 色の区別
階級ごとに服の色が異なっており、序列を端的に示していた。
- 尊師やその家族 - 赤紫

なお尊師こと麻原彰晃の服の色はオレンジ、白、青紫、赤紫と変遷している。
- 正大師 - エメラルドグリーン
- 正悟師 - ワインレッド
- 出家後半年未満の信者 - オレンジ
- 上記以外の信者 - 白